# Laize-la-Ville
Laize-la-Ville è un ex comune francese di 578 abitanti situato nel dipartimento del Calvados nella regione della Normandia. Dal 1º gennaio 2017 è stato accorpato al comune di Clinchamps-sur-Orne per formare il comune di Laize-Clinchamps, del quale costituisce comune delegato.

## Società

### Evoluzione demografica
Abitanti censiti